# Argáki
Argáki är en ort i Cypern.   Den ligger i distriktet Eparchía Lefkosías, i den centrala delen av landet, 30 km väster om huvudstaden Nicosia. Argáki ligger 104 meter över havet och antalet invånare är 1 008. Den ligger på ön Cypern.
Terrängen runt Argáki är huvudsakligen platt, men åt nordost är den kuperad.Trakten runt Argáki är ganska tätbefolkad, med 90 invånare per kvadratkilometer. Närmaste större samhälle är Mórfou, 4,3 km nordväst om Argáki. Trakten runt Argáki består till största delen av jordbruksmark.
Stäppklimat råder i trakten. Årsmedeltemperaturen i trakten är 22 °C. Den varmaste månaden är augusti, då medeltemperaturen är 34 °C, och den kallaste är januari, med 11 °C. Genomsnittlig årsnederbörd är 474 millimeter. Den regnigaste månaden är december, med i genomsnitt 108 mm nederbörd, och den torraste är augusti, med 1 mm nederbörd.